# Veinte de Noviembre, Bella Vista
Veinte de Noviembre är en ort i Mexiko.   Den ligger i kommunen Bella Vista och delstaten Chiapas, i den sydöstra delen av landet, 900 km sydost om huvudstaden Mexico City. Veinte de Noviembre ligger 1 639 meter över havet och antalet invånare är 249.
Terrängen runt Veinte de Noviembre är bergig åt nordväst, men åt sydost är den kuperad. Runt Veinte de Noviembre är det ganska tätbefolkat, med 80 invånare per kvadratkilometer. Närmaste större samhälle är Frontera Comalapa, 11,0 km nordost om Veinte de Noviembre. I omgivningarna runt Veinte de Noviembre växer huvudsakligen savannskog.